# Крымская щиповка
Крымская щиповка , или таврическая щиповка (лат. Cobitis taurica), — лучепёрая рыба семейства вьюновых.

## Систематика
Ранее представителей крымской популяции этого таксона относили к обыкновенной щиповке. Отличия таксонов были выявлены при помощи генетических методов исследования. Основой для выделения таксона в качестве самостоятельного вида послужила хромосомная формула, по которой кариотип данного вида образован 50 хромосомами. В то же время на уровне биохимических генных маркеров этот вид не имеет генетических отличий, а по гаплотипам митохондриальных генов имеет вид сборного таксона.

## Описание
Длина тела самцов до 7,3 см, самок до 11 см. Кариотип самок 2n = 50, NF = 90 По внешне морфологическим признакам сходна с щиповкой обыкновенной от которой отличается в частности тем, что имеет разделяющуюся на двое костную выдвижную колючку, которая иногда частично или полностью скрытую в коже, всегда достигающую задний края зрачка, а её внешняя ветвь, как правило, заходит за центр глаза. Не выявлено особых различий в окраске с щиповкой обыкновенной, за исключением того, что темные пятна 4-й зоны окраски на боках тела относительно маленькие и низкие.

## Ареал
Первоначально вид описан с Чёрной реки в Крыму возле Севастополя. Распространён в реках Крыма.
Позже исследования генетики европейских представителей рода Cobitis показали наличие этого вида в низовьях Днепра и Южного Буга, а также в их лиманах.

## Биология
Пресноводная речная донная рыба, которая обитает в местах с проточной чистой водой, не избегает стоячей воды, выдерживает значительное загрязнение воды. Предпочитает участки с умеренным течением и песчаным, песчано-илистым или заиленным каменистым грунтом, где держится в одиночку или по 2-3 особи в одном месте на мелководьях. Обычно закапывается в грунт или прячется среди камней или под них, среди водной растительности и т. п. Размножение с апреля по июнь, возможно, и до конца июля. Самка откладывает до 2,7 тысяч икринок. Нерест порционный, происходит в прибрежной зоне. Икра клейкая, откладывается на растительность или скопления зелёных водорослей. Икра крупная, её диаметр колеблется от 1,9 до 3 мм. Питается детритом, водорослями, планктоном (коловратки, ракообразными и т. д.) и бентосом (червями, мелкими моллюсками, личинками насекомых и т. п.).